# 殺戮公主
《殺戮公主》（又译作）是2023年惊悚冒险游戏，由Black Tabby Games开发及发行，对应Windows、Linux、macOS平台。玩家的目标是杀死公主，阻止世界末日。
据Metacritic，游戏获得「一致称赞」；据OpenCritic统计，游戏获得89%媒体推荐。